# 布拉克斯顿·贝里奥斯
布拉克斯顿·贝里奥斯（Braxton Berrios，1995年10月6日—），美国北卡罗来纳州罗利人，职业美式橄榄球运动员，担任美国全国橄榄球联盟（NFL）迈阿密海豚队的外接手和回攻手。贝里奥斯在大学时期于邁阿密大學飓风队打大学橄榄球。贝里奥斯是北卡罗来纳州罗利市利斯维尔路高中的明星运动员，曾担任四分卫和外接手。贝里奥斯在2018年NFL选秀大会第六轮被新英格兰爱国者队选中。